# Thomas Baldwin Peddie

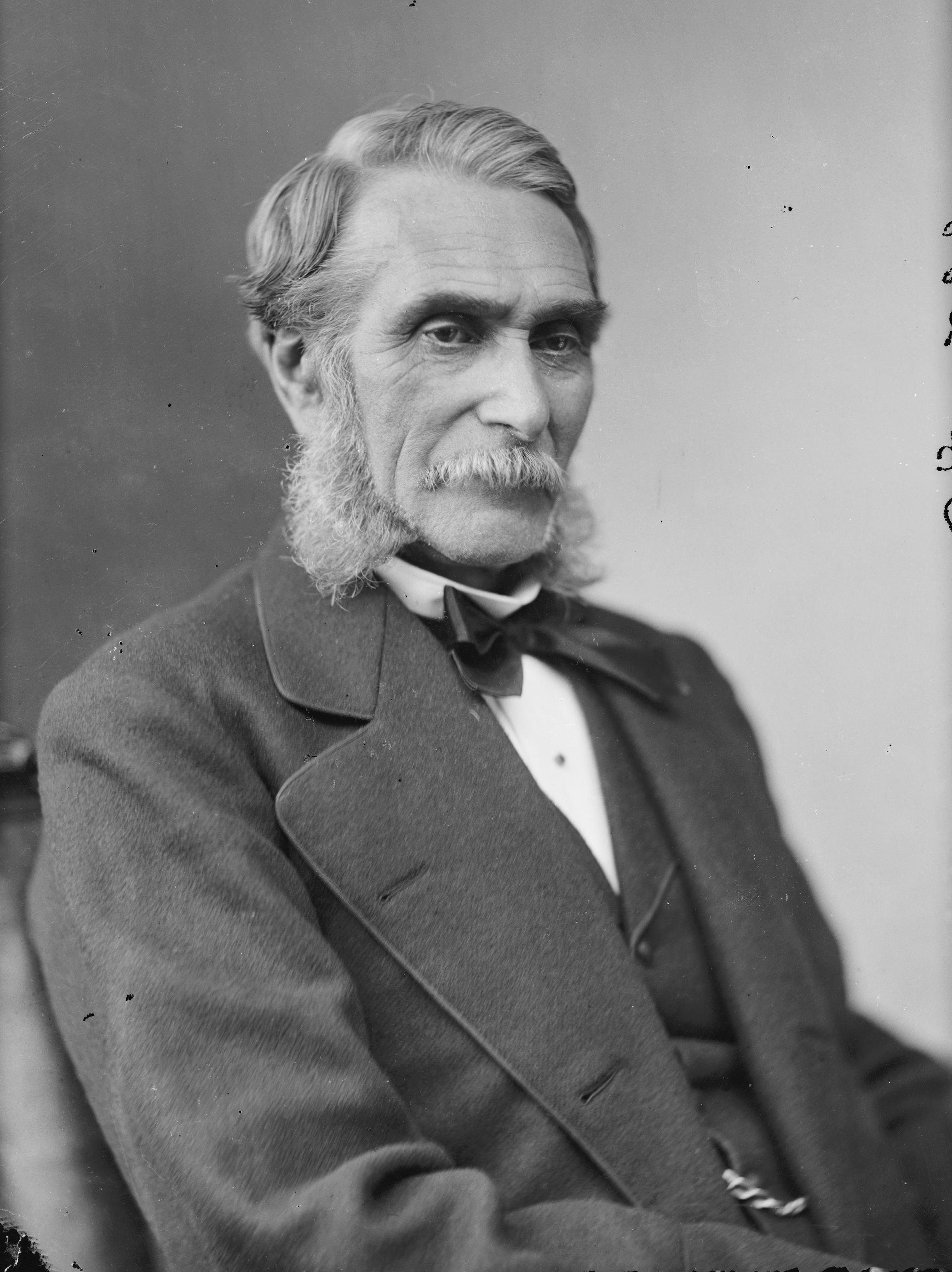
Thomas Baldwin Peddie

Thomas Baldwin Peddie (* 11. Februar 1808 in Edinburgh, Schottland; † 16. Februar 1889 in Newark, New Jersey) war ein US-amerikanischer Politiker. Zwischen 1877 und 1879 vertrat er den Bundesstaat New Jersey im US-Repräsentantenhaus.

## Werdegang
Thomas Peddie besuchte die öffentlichen Schulen seiner schottischen Heimat. Im Jahr 1833 kam er in die Vereinigten Staaten, wo er sich in Newark niederließ. In seiner neuen Heimat stellte er Reisetaschen und Sportkleidung her. Gleichzeitig begann er als Mitglied der Republikanischen Partei eine politische Laufbahn. In den Jahren 1864 und 1865 war er Mitglied der New Jersey General Assembly; von 1866 bis 1869 amtierte er als Bürgermeister von Newark. Im Jahr 1873 leitete er den Handelsausschuss dieser Stadt.
Bei den Kongresswahlen des Jahres 1876 wurde Peddie im sechsten Wahlbezirk von New Jersey in das US-Repräsentantenhaus in Washington, D.C. gewählt, wo er am 4. März 1877 die Nachfolge von Frederick Halstead Teese antrat. Da er im Jahr 1878 auf eine weitere Kandidatur verzichtete, konnte er bis zum 3. März 1879 nur eine Legislaturperiode im Kongress absolvieren. Nach dem Ende seiner Zeit im US-Repräsentantenhaus nahm Peddie seine früheren Tätigkeiten wieder auf. Außerdem wurde er im Bankgewerbe tätig. Er war Vizepräsident der Essex County National Bank und Präsident der Security Savings Bank of Newark. Thomas Peddie starb am 16. Februar 1889 in Newark.